# Alexander Alexandrov Yordanov
Pour les articles homonymes, voir Alex Jordanov.
Alexander Alexandrov Yordanov (en bulgare : Александър Александров Йорданов, Aleksand'r Aleksandrov Jordanov), né le 13 février 1952 à Varna, est un homme politique bulgare. Membre de l'Union des forces démocratiques (SDS), il est député européen de 2014 à 2024.